# Noupoort

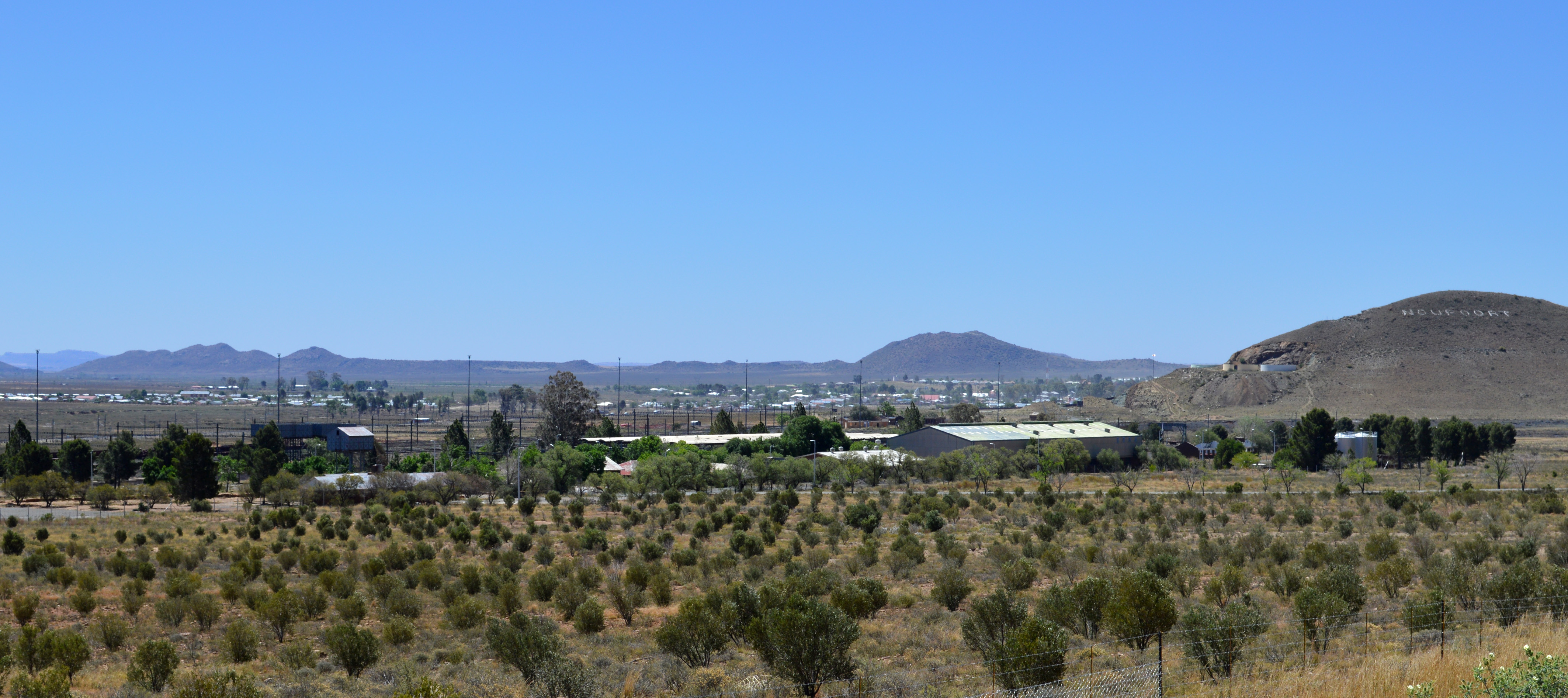
Overzicht van het dorp Noupoort.

Noupoort is een stadje gelegen in de gemeente Umsobomvu (voorheen: Towerberg) in het oosten van de regio Karoo in de Zuid-Afrikaanse provincie Noord-Kaap. Het plaatsje is gelegen 54 km ten zuiden van Colesberg en 45 km ten noorden Rosmead Junction aan de N9 nationale weg. Het plaatsje heeft zich voornamelijk ontwikkeld rond de spoorwegen en wordt nog steeds gebruikt als tractiewisselplaats om van diesel naar elektrische locomotieven te wisselen op de spoorlijn Noupoort-Bloemfontein.

## Geschiedenis
De geschiedenis van Noupoort is nauw verweven met die van de spoorwegen. In 1884 had de spoorlijn van Port Elizabeth naar het noorden Noupoort bereikt. De boerderij "Hartbeeshoek" werd aangekocht om er het station en dorp op te bouwen. Het stadje is vernoemd naar een spoorwegpas (oorspronklik Naauwpoort) die door de Carltonheuwels ging, maar is later door een tunnel vervangen.
Door de spoorlijn wordt Port Elizabeth via De Aar met Johannesburg, Kaapstad, Namibië en Zimbabwe verbonden. Op een bepaald moment deden wel 100 treinen per dag het station aan. Het plaatsje werd sinds 1937 bestuurd door een dorpsraad en in 1942 verkreeg het gemeentelijke status.

## Lokale economie
De economische activiteit in Noupoort is sterk afhankelijk van de spoorwegactiviteit. Na een lange periode van dalend gebruik van het spoorwegnetwerk, zag het stadje een drastische afname van de lokale economie, hetgeen leidde tot steeds sterker verslechterende socio-economische omstandigheden voor de lokale bevolking. De armoede steeg als gevolg van de afnemende spoorwegactiviteiten. In het gebied is ook sprake van landbouwkundige activiteiten, waarvan het houden van merinoschapen het belangrijkste is. Er zijn ook Jerseystoeterijen.
De nederzetting was sterk afhankelijk van "Midlandia", een locomotiefcomplex gelegen een paar kilometers ten zuiden van het stadje. Dit wat vooral het geval tijdens het dieseltijdperk tot in de late jaren 1900. Tegenwoordig is Noupoort verbonden met elektrische spoorlijn met De Aar, deel van de belangrijk slagader voor de export van ijzer- en mangaanerts van de Noord-Kaap naar de haven van Port Elizabeth aan de zuidkust.
De verslechterende economische omstandigheden werden aanzienlijk verholpen door de vestiging in 1992 van een drugs- en alcoholrehabilitatiecentrum door pastoor Sophos Nissiotis: Het Noupoort Christian Care Center. Het centrum bracht werkgelegenheid en buitenlands geld voor de lokale economie met zich mee.
Terwijl de plaatselijke reactie eerst negatief was om het rehabilitatieprogramma te huisvesten en het programma met grote achterdocht werd begroet, heeft het centrum een sterke partnerschap ontwikkeld met de lokale gemeente en ontvangt het nu veel steun en waardering van de gemeenschap.